# Шарда (певица)
Шарда Раджан Айенгар (англ. Sharda Rajan Iyengar; 25 октября 1933, Кумбаконам, Британская Индия — 14 июня 2023, Мумбаи) — индийская певица
 и закадровый исполнитель кино на хинди 1960-х и 1970-х годов. Лауреат Filmfare Award за лучший женский закадровый вокал.

## Биография
Родилась в Кумбаконаме, ныне штат Тамил-Наду.
В начале 1960-х Шарда пела на вечеринке в честь Раджа Капура в Тегеране, где её муж, Саундара Раджан, работал в компании «Iran Air». Раджу Капуру понравился её голос, и он пригласил её в Бомбей. Там она сделала голосовой тест и прошла обучение у дуэта композиторов Шанкар-Джайкишан.
Первая песня, которую они с ней записали, «Aayega Kaun Yahaan» для «Мистерии» (1965), в фильме не использовалась, но вошла в альбом к нему. Композиторы доверили ей ещё две песни в фильме Suraj: «Dekho Mera Dil Machal Gaya» и «Titli Udi Ud Jo Chali». Голос Шарды плохо подходил для зрелой любовной баллады «Dekho Mera Dil», в то время как лёгкая мелодия «Titli Udi», звучащая как детская песня, гармонировала с её пронзительным, по-детски звучавшим тенором. «Titli Udi» заняла 21-е место в ежегодном чарте Binaca Geetmala за 1966 год, принесла певице мгновенную популярность и стала её визитной карточкой а по итогам года Шарда получила специальную награду «Лучший новичок».
Шанкару очень понравился её голос, и он рекомендовал её всем продюсерам, с которыми работал. Шарда начала регулярно подписывать контракты и спела в таких фильмах, как «Вечер в Париже» (1967), «Вокруг света» (1967), «Продавец мечты» (1968) и Kal Aaj Aur Kal (1971), но ни одна из её песен не достигла такого же уровня успеха, как «Titli Udi».
Певица четыре года подряд (1968—1971) номинировалась на премию Filmfare и получила её, спев «Baat zara hai aapas ki» в фильме «В тени твоих ресниц» 1969 года.
По рекомендации Шанкара Радж Капур пригласил её для записи песен «Mera Naam Alibaba» и «Gao Gao Jhoomke» для своего проекта «Моё имя Клоун», но в итоге не стал включать их в фильм. Чрезмерная одержимость композитора её голосом создала раскол между Шанкаром и Джайкишаном и стала одной из причин распада дуэта.
Шарда также пела для фильмов на маратхи, гуджарати, тамильском, телугу, панджаби и английском. В 1971 году она стала первой индийской певицей, выпустившей альбом поп-песен, который назывался Sizzlers. 
В 1970-е годы Шарда сама обратилась к написанию музыки. В этот период она сочинила мелодию интроспективной композиции «Andhe safar mein hum bhi tum bhi», исполненной Кишором Кумаром в фильме Kshitij (1974) и «Kabhi khili dil ki kali» из фильма Gharibi Hatao (1973), а также песни в фильмах Hazaar Haath (1978) и Maila Aanchal (1981). Наиболее популярной из её работ стала «Accha hi hua dil toot gaya», спетая Мохаммедом Рафи в фильме Maa Bahen Aur Biwi 1974 года. 
В 1980-е годы и Шарда, и Шанкар минули пик своей карьеры и постепенно потеряли свои позиции в киноиндустрии. Шарда, используя псевдоним «Сингхар», даже написала тексты песен на музыку композитора в Garam Khoon (1980) и Chorni (1982). Их последним общим фильмом стал Kaanch Ki Deewar (1986), где певица исполнила четыре песни под именем Шарадрима. Кинолента Waqt Ka Sikandar, в которой они оба также принимали творческое участие, так и не была завершена.
В 2007 году Шарда выпустила альбом газелей поэта Мирзы Галиба под названием Andaaz-e-Bayaan Aur, но он не получил хорошего отклика.
Певица скончалась 14 июня 2023 года в своём доме в Мумбаи в возрасте 89 лет.